# Казанская епархия
Каза́нская епархия (тат. Казан епархиясе) — епархия Русской православной церкви, объединяющая приходы и монастыри в пределах городов Казань и Набережные Челны, а также Агрызского, Апастовского, Арского, Атнинского, Балтасинского, Буинского, Верхнеуслонского, Высокогорского, Дрожжановского, Елабужского, Зеленодольского, Кайбицкого, Камско-Устьинского, Кукморского, Лаишевского, Мамадышского, Менделеевского, Мензелинского, Пестречинского, Рыбно-Слободского, Сабинского, Тетюшского, Тукаевского и Тюлячинского районов Татарстана. Входит в состав Татарстанской митрополии.
Кафедральные соборы — Казанский, Благовещенский и Никольский в городе Казани.
Действуют 176 приходов, из них: городских — 59, сельских — 117, приписных — 23. Храмов — 255, часовен — 60. Есть приходы, проводящие богослужения на кряшенском и чувашском языках. Так, Тихвинский кряшенский приход в Казани, возглавляемый протоиереем Павлом Павловым занимается издательской, а также переводческой деятельностью, осуществляя совместно с Российским библейским обществом переводы Священного Писания на кряшенский язык.

## История
Казанская епархия Русской православной церкви была учреждена 3 апреля 1555 года, через три года после покорения Казанского ханства. Первым правящим архиереем стал игумен тверского Селижарова монастыря Гурий, отправившийся в Казань с архимандритами Варсонофием и Германом.
Важнейшими событиями в жизни Казанской епархии были обретение в 1579 году Казанской иконы Божией Матери, участие казанцев в ополчении Минина и Пожарского по благословению патриарха Гермогена, бывшего Казанского митрополита, и всероссийское прославление Казанской иконы Божией Матери.
В течение 1741 года миссионеры сумели крестить по всей губернии 9159 человек, татар и башкир было среди них всего 143 (см. А. Чулошников). Так или иначе, миссионерство в Казанском крае было довольно вялым, а деятельность Казанской духовной академии сводилась в основном к глубокому изучению лингвистических и культурологических аспектов бытия народов Востока.
В начале XIX века было открыто Казанское отделение Библейского общества для переводов Священного Писания на местные языки. В 1814 году на татарский язык был переведён Новый Завет, а в 1819 году — первая из ветхозаветных книг (Книга Бытия). В 1847 году при Казанской духовной академии открылся переводческий комитет, в 1854 году — три миссионерских отделения. Для поддержки миссионерского образования 4 октября 1867 года было учреждено Православное братство святителя Гурия.
Согласно данным, которые приводит профессор Николай Загоскин, в конце XIX века в Казани «числятся 4 собора, 28 приходских церквей, 2 церкви, приписанные к монастырям, 3 церкви военные и 22 домовые церкви, всего 59 православных церквей» и 7 монастырей в черте города, из которых к настоящему моменту 4 переданы епархии, Фёдоровский полностью уничтожен в XX веке (на его месте НКЦ «Казань»); Спасо-Преображенский монастырь (сохранился братский корпус, ограда XIX века, цоколь Преображенского собора) и Воскресенский (также именовался Новый Иерусалим, сохранился храм XVIII века) не действуют.
11 июня 1993 года из состава Казанской епархии была выделена Йошкар-Олинская епархия в пределах республики Марий Эл.
6 июня 2012 года были выделены самостоятельные Альметьевская и Чистопольская епархии со включением их и Казанской епархии в состав новообразованной Татарстанской митрополии, после чего в составе Казанской епархии осталась северо-восточная половина Татарстана.

## Названия
- с 3 февраля 1555 — Казанская и Свияжская
- с 26 января 1589 — Казанская и Астраханская
- с 1602 — Казанская и Свияжская
- с 16 октября 1799 — Казанская и Симбирская
- с 10 февраля 1832 — Казанская и Свияжская
- 1949—1957 — Казанская и Чистопольская
- 1957—1993 — Казанская и Марийская
- июль 1993 — июнь 2012 — Казанская и Татарстанская
- с июня 2012 — Казанская епархия

## Правящие архиереи
- 3 февраля 1555 — 5 декабря 1563 — Гурий (Руготин)
- 12 марта 1564 — 6 ноября 1567 — Герман (Садырев-Полев)
- 2 февраля 1568 — 13 июля 1574 — Лаврентий I
- 14 февраля — 21 мая 1575 — Вассиан
- 5 июля 1575 — 14 июня 1576 — Тихон (Хворостинин)
- 1576—1581 — Иеремия
- 29 декабря 1581 — 1583 — Косма
- 1583 — 23 марта 1589 — Тихон II
- 13 мая 1589 — 3 июля 1606 — Ермоген
- август 1606 — 26 декабря 1613 — Ефрем (Хвостов)
- 7 февраля 1615 — 13 января 1646 — Матфей
- 7 февраля 1646 — 26 сентября 1649 — Симеон (или Симон) Серб
- 13 января 1650 — 17 августа 1656 — Корнилий I
- 26 июля 1657 — 11 ноября 1672 — Лаврентий
- 16 марта 1673 — 6 августа 1674 — Корнилий II
- 6 сентября 1674 — 30 января 1686 — Иоасаф
- 21 марта 1686 — 24 августа 1690 — Адриан
- 8 сентября 1690 — 21 августа 1698 — Маркелл
- 25 марта 1699 — 24 марта 1724 — Тихон (Воинов)
- август 1725 — 30 декабря 1731 — Сильвестр (Холмский-Волынец)
- 16 апреля 1732 — 25 марта 1735 — Иларион (Рогалевский)
- 17 сентября 1735 — 9 марта 1738 — Гавриил (Русской)
- 9 марта 1738 — 9 октября 1755 — Лука (Конашевич)
- 20 октября 1755 — 25 июля 1762 — Гавриил (Кременецкий)
- 25 июля 1762 — 17 марта 1782 — Вениамин (Пуцек-Григорович)
- 25 апреля 1782 — 5 марта 1785 — Антоний (Герасимов-Зыбелин)
- 27 марта 1785 — 16 октября 1799 — Амвросий (Подобедов)
- 21 октября 1799 — 11 декабря 1803 — Серапион (Александровский)
- 18 декабря 1803 — 14 января 1815 — Павел (Зернов)
- 7 февраля 1816 — 6 ноября 1826 — Амвросий (Протасов)
- 6 ноября 1826 — 3 февраля 1828 — Иона (Павинский)
- 25 февраля 1828 — 19 сентября 1836 — Филарет (Амфитеатров)
- 19 сентября 1836 — 1 марта 1848 — Владимир (Ужинский)
- 1 марта 1848 — 1 октября 1856 — Григорий (Постников)
- 3 ноября 1856 — 9 ноября 1866 — Афанасий (Соколов)
- 9 ноября 1866 — 8 ноября 1879 — Антоний (Амфитеатров)
- 11 января 1880 — 21 августа 1882 — Сергий (Ляпидевский)
- 21 августа 1882 — 29 сентября 1887 — Палладий (Раев-Писарев)
- 29 сентября 1887 — 23 апреля 1892 — Павел (Лебедев)
- 7 мая 1892 — 2 сентября 1897 — Владимир (Петров)
- 4 октября 1897 — 8 февраля 1903 — Арсений (Брянцев)
- 8 февраля 1903 — 26 марта 1905 — Димитрий (Ковальницкий)
- 25 марта 1905 — 17 марта 1908 — Димитрий (Самбикин)
- 5 апреля 1908 — 27 ноября 1910 — Никанор (Каменский)
- 10 декабря 1910 — 8 апреля 1920 — Иаков (Пятницкий)
- сентябрь 1918 — апрель 1920, июль 1920 — февраль 1921 — Анатолий (Грисюк)
- 8 апреля 1920 — 2 января 1930 — Кирилл (Смирнов)
- 21 марта 1921 — 4 января 1922, 21 августа 1922 — 15 мая 1923, в/у — Иоасаф (Удалов)
- нач. — ноябрь 1925, в/у — Митрофан (Поликарпов), епископ Бугульминский
- 1930, в/у — Иоанн (Широков), епископ Марийский
- 7 мая 1930 — 23 марта 1933 — Афанасий (Малинин)
- 23 марта — 11 августа 1933, в/у — Ириней (Шульмин), епископ Мамадышский
- 11 августа 1933 — 15 ноября 1936 — Серафим (Александров)
- 20 декабря 1936 — февраль 1937 — Венедикт (Плотников)
- 5 июня 1937 — 9 января 1938 — Никон (Пурлевский)
1937—1942 — кафедра вдовствовала
- 26 августа 1942 — 12 февраля 1944 — Андрей (Комаров)
- 26 мая 1944 — 18 февраля 1946, в/у — Иларий (Ильин), епископ Ульяновский
- 18 февраля 1946 — 19 октября 1949 — Гермоген (Кожин)
- 20 октября 1949 — 4 апреля 1950 — Иустин (Мальцев)
- 26 сентября 1950 — 18 декабря 1952 — Сергий (Королёв)
- 28 января 1953 — март 1960 — Иов (Кресович)
- июнь 1960 — 7 октября 1967 — Михаил (Воскресенский)
- 7—23 октября 1967 — Сергий (Голубцов)
- 23 октября 1967 — 25 июля 1975 — Михаил (Воскресенский) повторно
- 25 июля — 19 августа 1975, в/у — Мелхиседек (Лебедев)
- 19 августа 1975 — 30 ноября 1988 — Пантелеимон (Митрюковский)
- 11 декабря 1988 — 13 июля 2015 — Анастасий (Меткин)
- 13 июля 2015 — 20 ноября 2020 — Феофан (Ашурков) †
- 20 ноября 2020 — 8 декабря 2020, в/у — Иоанн (Тимофеев), митрополит Йошкар-Олинский
- с 8 декабря 2020 — Кирилл (Наконечный)

## Благочиния
На октябрь 2022 года епархия разделена на 17 церковных округов:
- I Казанское благочиние (в границах Вахитовского и Приволжского районов Казани) — протоиерей Алексий Чубаков, настоятель храма Ярославских Чудотворцев
- II Казанское благочиние (в границах Кировского и Московского районов Казани) — иерей Валерий Карпухин, настоятель Никольского храма в Красной Горке
- III Казанское благочиние (в границах Авиастроительного и Ново-Савиновского районов Казани) — протоиерей Алексий Державин, настоятель Богоявленского собора
- IV Казанское благочиние (в границах Советского района Казани) — протоиерей Владимир Пономарев, настоятель храма Александра Невского
- Буинское благочиние — протоиерей Иоанн Ткачук, настоятель Троицкого храма в Буинске
- Верхнеуслонское благочиние — игумен Пимен (Ивентьев), настоятель Кизического монастыря
- Высокогорское благочиние — иерей Александр Ермолин, настоятель храма Николая Чудотворца в селе Пановка
- Елабужское благочиние — иерей Симеон Лепихин, настоятель Покровского собора в Елабуге
- Закамское благочиние — протоиерей Андрей Дубровин, настоятель Свято-Вознесенского архиерейского подворья в Набережных Челнах
- Зеленодольское благочиние — протоиерей Святослав Мирганиев, настоятель Петропавловской церкви в Зеленодольске
- Кайбицкое благочиние — иерей Николай Ермолаев, настоятель Троицкого храма в Турминском
- Кукморское благочиние — протоиерей Сергий Елисеев, настоятель храма Петра и Павла в Кукморе
- Лаишевское благочиние — игумен Никодим Шушмарченко, настоятель Софийского собора в Лаишеве
- Мамадышское благочиние — иерей Владимир Благоверный, настоятель Петропавловского храма в селе Соколка
- Пестречинское благочиние — иерей Ярослав Петрущенков, настоятель Троицкого храма в селе Кощаково
- Рыбно-Слободское благочиние — протоиерей Сергий Писковцев
- Тетюшское благочиние — протоиерей Валентин Кострин, настоятель Троицкого храма в Тетюшах

## Монастыри
В епархии восстановлено 10 монастырей:
мужские
- Раифский Богородицкий
- Седмиозёрный Богородицкий
- Кизический Введенский
- Казанский Богородицкий
- Казанский Иоанно-Предтеченский
- Вознесенский Макарьевский
- Свияжский Успенский
- Свияжский Иоанно-Предтеченский (сейчас — подворье Свияжского Успенского)

женские
- Зилантов Успенский
- Елабужский Казанско-Богородицкий
- Иоанно-Предтеченский монастырь в Свияжске